# François Bulens
François Bulens, né à Bruxelles le 3 juillet 1857, où il est mort le 13 janvier 1940, est un peintre, un aquarelliste, un pastelliste, un lithographe, un portraitiste miniaturiste et un graphiste belge.
Membre fondateur de l'association des artistes bruxellois Le Sillon, créé en 1893, il expose jusqu'à la veille de la Première Guerre mondiale et se fait également connaître grâce à ses talents d'illustrateur et d'affichiste.

## Biographie

### Famille
François Bulens, né à Bruxelles le 3 juillet 1857, est le fils de Jean François Bulens (1828-1896), employé, et de Barbe Schoepen (1826-1882). Il épouse à Bruxelles le 23 février 1884 Félicie Eugénie Zéghers, née à Bruxelles le 2 avril 1864, dont il divorce le 30 octobre 1896.

### Formation
Étudiant à l'Académie de dessin de Molenbeek-Saint-Jean, François Bulens devient peintre décorateur et se forme également en tant que portraitiste miniaturiste et comme graphiste. Il est influencé, lorsqu'il peint des aquarelles, par Jean-Baptiste Van Moer,.

### Carrière
François Bulens devient membre de l'association des artistes bruxellois Le Sillon, créé en 1893. Les créateurs de ce cercle désirent un retour vers la peinture traditionnelle, vers la riche tradition réaliste flamande et prônent une peinture représentant directement la nature. Leur but est le naturalisme. 
Créateur d'affiches, il réalise des lithographies illustrant des calendriers et des cartes publicitaires. Il collabore notamment avec les grands magasins Delhaize.
François Bulens, meurt, à l'âge de 82 ans, le 23 janvier 1940 à Bruxelles. Il est inhumé à Woluwe-Saint-Pierre.

## Œuvres

### Réception critique
En novembre 1906, lorsque François Bulens expose au 13e Salon du Sillon, le critique belge Sander Pierron écrit : 

« Quelques autres figuristes exposent au Sillon. Signalons un petit portrait sur ivoire exquis de fraîcheur et de finesse mutine de M. François Bulens, le premier de nos miniaturistes modernes, lequel montre aussi deux intérieurs d'église traités à l'aquarelle, mais qui ont un parfum de l'école de M. Van Moer. »

En novembre 1908, lorsque François Bulens expose au 15e Salon du Sillon, le critique belge Sander Pierron écrit : 

« S'il ne se préoccupe pas d'ambiance, François Bulens a inscrit cependant une délicieuse fraîcheur dans les ombres bleutées qui s'étendent  sur les murs de ce Coin ensoleillé pris dans les ruines de Villers ; c'est une transparence de coloris plus fine qu'il faut priser dans les chairs de sa belle Nymphe, peinte sur ivoire, car Bulens est le premier de nos miniaturistes. »

### Expositions
- Exposition au Cercle artistique de Bruxelles en avril 1891 : des portraits miniatures[10].
- Salon de Gand (XXXV) de 1892 : Rosée de printemps, peinture sur ivoire dans la section aquarelles[3].
- Exposition du cercle Le Sillon de 1902 (IX) : Intérieur de l'église Notre-Dame de la Chapelle à Bruxelles[11].
- Exposition du cercle Le Sillon de 1904 (XI) : des aquarelles et des pastels traitant avec humour des épisodes populaires[12].
- Exposition du cercle Le Sillon de 1905 (XII) des miniatures[13].
- Exposition du cercle Le Sillon de 1906 (XIII) : un portrait miniature sur ivoire et deux aquarelles représentant des intérieurs d'église[4].
- Exposition du cercle Le Sillon de 1907 (XIV) : deux miniatures[14].
- Exposition du cercle Le Sillon de 1908 (XV) : Coin ensoleillé, ruines de Villers et La Nymphe[15],[9].
- Exposition du cercle Le Sillon de 1909 (XVI)[16].
- Exposition du cercle Le Sillon de 1910 (XVII) : Intérieur d'église (gouache)[17].

### Collections muséales
- Au MoMuse à Molenbeek-Saint-Jean : Portrait de Madame Sander Pierron, pastel sur papier 16 × 12,5 cm, inventaire no 847[18].